# Cwm, Blaenau Gwent
Cwm är en ort och community i Storbritannien.   Den ligger i kommunen Blaenau Gwent och riksdelen Wales, i den södra delen av landet, 210 km väster om huvudstaden London.